# Pewex
Pewex (abreviatura del polaco Przedsiębiorstwo Eksportu Wewnętrznego, “Compañía de Exportación Interna”) fue una cadena de tiendas de la antigua Polonia comunista (1945-1989) que, a cambio de divisas fuertes (usualmente dólares estadounidenses o marcos de la entonces Alemania Occidental) o cheques bancarios conocidos como Pekao, ofrecía diversos bienes o productos occidentales de otra forma prácticamente imposibles de conseguir.

## Historia
A finales de los años 1960 comenzó a hacerse evidente que la economía socialista o centralmente planificada de Polonia era ineficiente. No obstante, el gobierno de Edward Gierek logró llevar as país a un corto período de prosperidad económica. Con la ayuda de préstamos extranjeros, Gierek instituyó un programa para modernizar la industria local e incrementar la disponibilidad de bienes de consumo, lo cual era una de las tradicionales deficiencias económicas de los entonces gobiernos comunistas del denominado Bloque del Este. El nivel de vida se elevó de forma bastante marcadamente y por algún tiempo Gierek fue considerado como un “trabajador milagroso”. Sin embargo, la economía polaca comenzó a resentirse durante la crisis del petróleo de 1973 y para 1976 se volvió necesario el aumento de precios para que así el entonces Estado comunista pudiese recaudar más dinero, en parte con el propósito de amortizar el pago de tales préstamos.

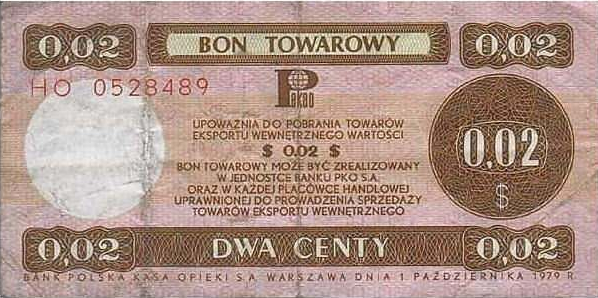
En la cadena de tiendas Pewex se usaban los denominados cheques Pekao. Este es un ejemplar equivalente a dos centavos de dólar estadounidense.

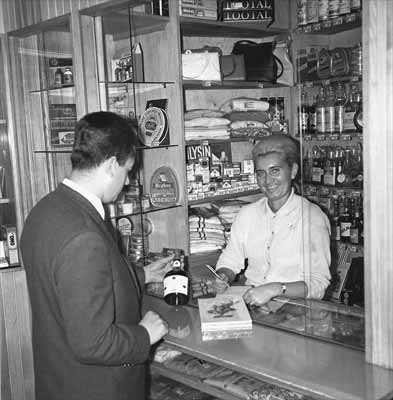
Escaparate de una antigua tienda Pewex.

Para poder obtenerlas por entonces muy necesitadas divisas fuertes, en 1972 las entonces autoridades comunistas permitieron la creación de una red de negocios bajo la órbita de un banco estatal llamado Pekao. En los mismos se podían intercambiar las divisas fuertes, bienes no sólo producidos en el país sino también fabricados en el extranjero, muchos de los cuales hasta entonces no habían estado disponibles para los polacos.
Ya que la disponibilidad de divisas fuertes en efectivo estaba oficialmente prohibida y todos los dólares estadounidenses y entonces marcos alemanes occidentales debían ser depositados en cuentas bancarias debían ser depositados en cuentas bancarias en dólares, las autoridades comunistas introdujeron los denominados cheques Bon PeKaO, los cuales tenían una paridad 1:1 con el dólar y podían ser usados como moneda de pago en los negocios Pekao. Con posterioridad el banco Pekao creó una compañía separada, justamente la Pewex (Przedsiębiorstwo Eksportu Wewnętrznego). Mientras que la letra consonante “x” no forma parte del alfabeto polaco estándar, no obstante se la agregó al final del nombre de la cadena para que el nombre sonase exótico y occidentalizante, al margen de la tradicional relación entre el sufijo “-ex” y la palabra inglesa export, como en el caso del nombre del Eximbank.
Durante varios años los negocios Pewex fueron la forma más común que tenían los ciudadanos polacos de obtener bienes o productos de consumo que de otra forma eran virtualmente imposibles de conseguir. Entre ellos se encontraban los pantalones vaqueros (jeans), la Coca-Cola, bebidas alcohólicas, dulces o golosinas, juguetes, cigarrillos, artículos de electrónica en general y los por entonces relativamente nuevos televisores color en particular. Además, Pewex ofrecía algunos productos que si bien eran de origen polaco eran bastante difíciles de conseguir localmente porque estaban especialmente destinados hacia la exportación, incluyendo el vodka y jamón del tipo Krakus (de ahí el nombre aparentemente contradictorio de “exportación interna”).
Incluso la cadena Pewex llegó a ser bastante popular entre los turistas extranjeros y diplomáticos (en el caso de estos últimos en particular eran el equivalente de las algunas veces denominadas “diplotiendas” que existían en otros países comunistas o detrás de la entonces Cortina de Hierro”) quienes podían comprar artículos occidentales a precios muy razonables (a veces incluso a sólo un 40% de su precio promedio en Occidente) y sin tener que pagar impuestos al respecto.
Durante el estancamiento económico en el que se encontraba el Bloque del Este durante la década de 1980, cuando los negocios estatales para la gente común apenas ofrecían algo, las tiendas Pewex eran a veces los únicos lugares donde podían comprarse algunos alimentos e incluso otros artículos básicos tales como papel higiénico. Finalmente, en los años '80, las tiendas Pewex se convirtieron en uno de los pocos lugares de la entonces Polonia comunista donde se podían comprar automóviles sin tener que esperar durante varios años.
Luego de la pacífica caída del régimen comunista polaco en 1989, la economía polaca fue gradualmente privatizada en gran medida, y la posesión de divisas extranjeras fue desregulada. Esto hizo que los cheques Pekao pronto se volviesen obsoletos, ya que al poco tiempo la mayoría de los bienes que hasta hacía poco sólo habían estado disponibles en las tiendas Pewex también comenzaron a ser vendidos en negocios privados.
A mediados de los años 1990 fue finalmente privatizada, pero poco tiempo después entró en bancarrota tras haber sido mal administrada, a pesar de haber llegado a convertirse en uno de los nombres comerciales más reconocidos de la anterior República Popular de Polonia. Aquel hecho posiblemente se debió al hecho de que los artículos que vendían ya no eran percibidos como “exclusivos”, como sí lo habían sido durante su época de esplendor durante los años del gobierno comunista polaco.

## Lectura adicional
- Zlot a lot of dollars (Pewex stores in Poland), The Economist, mayo de 1988.